# Антонов Ан-74
Антонов Ан-74  (рус. Антонов Ан-74) је вишенаменски регионални транспортни двомоторни млазни авион носивости до 10 тона. По кодификацији НАТО има име Coaler.

## Пројектовање и развој
Аn-74 је модификација авиона Аn-72. Намењен је за ледене патроле и транспортне мисије као подршку научно-истраживачким операцијама у централном арктичком басену и на Антарктику. Од основног авиона се разликује по присуству два блистера на десној страни предњег дела трупа и одсуству специфичне војне опреме. Авион је оптимизован за употребу у арктичким географским ширинама. У ту сврху се инсталира снажнији радар, навигациона опрема која ради на високим географским ширинама, ефикасан систем против залеђивања, а побољшан је систем грејања и вентилације кабине. По потреби се може уградити стајни трап са скијама. Ан-74 је извео свој први лет 29. септембра 1983. године.

### Историјат пројекта Ан-74
- 29.09.1983. - први пут лети прототип АН-74 (посада: Сергеј Горбик – капетан; Валериј Шљахов – копилот; Никола Малаш – навигатор; Михајло Порва – инжењер лета; Анатолиј Ромањук – водећи инжењер испитивања) .
- 3.01.1989. - први лет серијског Ан-74 (серијски број 06-09, посада КАПА на челу са Сергејем Чајченком).
- 2.08.1991. - Сертификат авиону Ан-74 (бр. 13-74) издаје се у складу са Одлуком Госавијанадзора СССР (бр. 14).
- новембра 1992. - у Харкову се гради први авион Ан-74-200 (произведено је укупно 18 авиона).
- 13.12.1994. - Представницима медија у Кијеву представљен је теретно-путнички Ан-74ТК-100 (изграђена су 4 авиона ове верзије).
- 15.08.1995. - први лет Ан-74ТК-200 (редни број 16-05, посада капетана Сергија Чајченка) у Харкову.
- априла 1997. - КСАМЦ завршава изградњу првог Ан-74Т-200 (серијски број 20-04). Осам таквих авиона је испоручено Ирану.
- 20.04.2001. - Ан-74ТК-300 обавља свој први лет у Харкову (редни број 19-10, посада на челу са капетаном А. Круцем)[1].

## Технички опис
У односу на авион Ан-72, Ан-74 има способност за рад у тешким временским условима, у поларним регионима. На њега се опционо може инсталирати стајни трап точак-скија, опрема за одлеђивање и низ других надоградњи, које омогућавају операције на Арктику и поларним окружењима.
Задњи део трупа авиона има рампу са задњим шаркама клизног система уназад и до потпуног отварања. Ово омогућава искрцавање транспорног десанта до 10 тона масе, док постоје споредна склопива седишта са стране за 52 путника.
Погонска група је Лотарев Д-36 двопроточни турбомлазни мотор. Карактеристика необичног дизајна Ан-74 је употреба Коанда ефекта за побољшање полетно слетних перформанси, користећи издувне гасове сагоревања мотора преко горње површине крила за повећање узгона. Полетни пут овог авиона је 620 м, потребна дужина слетне стазе износи свега 420 метара. 

## Верзије
- Ан-74-Арктик - са моторима серије Д-36 2А, посаду од 5 људи. Произведено је 20 авиона.
- Ан-74-200 - са моторима серије Д-36 3А. Полетна тежина повећана за 1700 kg. (1992.). Произведено 18 авиона.
- Ан-74Д - Кабина за 19 особа. Произведен 1 и адаптирана 3 модела Ан-74.
- Ан-74Д-200 "салон" - Опремљен је кабином високе удобности за 10-16 путника, додатним комуникационим садржајима, видео системом, бар-фрижидером, кухињом, простором за опуштање. Уместо рекреационог простора, могуће је опремити товарни простор за превоз аутомобила.
- Ан-74Т - транспортни авион са опремом за летове на међународним линијама.
- Ан-74Т-100 - транспортни за летове повећане сложености. Има посаду од 4 члана. Носивост 10 т. Произведен је 1 авион.
- Ан-74Т-200 - транспортни. друкчија навигациона опрема. Посада 2 особе, пројектован за Иран. Произведено 8 авиона.
- Ан-74Т-200А - модернизована авионика. Први лет 24. децембра 2004. 3 авиона испоручена  Египату.
- Ан-74ТК-100 - теретно-путнички за летове повећане сложености са 52 путника. Има посаду од 4 члана. Произведена су 4 авиона(1995.), још 4 су конвертована од Ан-74 и Ан-74-200.
- Ан-74ТК-100С - санитет. Опремљен медицинском опремом. Развијен 2001. по наруџби Гаспрома. Направљена су 2 авиона.
- Ан-74ТК-200 - теретно-путнички. Може да превезе 52 путника или 10 тона терета. Посада се састоји од 2 особе. Развијен 1993. године. Направљено је 5 авиона а 1 је модификован од раније произведених. Ирану испоручена 4 авиона.
- Ан-74ТК-300 - авион са моторима испод крила. Поседује моторе серије Д-35 4А. Направљен је 1 авион. Први лет 20. априла 2001.
- Ан-74ТК-300Д - Први лет 20. новембра 2008[2].

## Оперативно коришћење
АН-74 је серијски произведен у Харковској компанији за производњу авиона где су у периоду од 1985. до 2004. године произведена 62 авиона овог типа. Наводе се неки од значајних подухвата остварених овим авионом:
- марта 1986. -	евакуација спортског тима скијаша на челу са Дмитром Шпаром из расцепаног блока леда станице СП-27 Северни пол. Први пут у историји светске авијације млазни авион слеће и узлеће са ледене плоче (дужина слетања била је само 300 м).
- октобра 1986. - приказан је на међународној изложби у Ванкуверу (Канада).
- маја 1988. - Ан-74 којим је управљала посада капетана Јурија Кетова поставља светски рекорд даљине за авионе поткатегорије С-11 (полетна тежина 35-45 тона) са пређених 6341,97 км.
- 30.04.1997. - Ан-74 којим је управљала посада капетана Владимира Ткаченка поставља шест светских рекорда висине са носивим теретом за авионе поткатегорије С-11 (полетна тежина 35-45 тона), укључујући и рекорд тежине према висини, товар тежак 15.256 тона подигнут је на висину од 2.000 м).
- априла 2001. - Ан-74 у власништву Сибавиатранс Аирлинес-а са међународним тимом спортиста падобранаца слеће на ледени аеродром 100 км од Северног пола.
- 25.04.2003. - два Ан-74ТК-100 у власништву Газпромавиа Аирлинес-а достављају чланове поларне истраживачке експедиције и научну опрему на лебдећу станицу СП-32 Северни пол, а 6.03. 2004. један од ових авиона учествује у евакуацији особља станице СП-32 у невољи[1].

## Земље које су користиле авион
Према извору
| - Иран - Русија - Украјина - Екваторијална Гвинеја | - Ангола - Казахстан - Судан - Лаос - Либан | - Перу - Молдавија - Туркменистан - Египат |